# General Tire
General Tire and Rubber Company – amerykański producent opon do samochodów osobowych, ciężarowych i dostawczych. Od 1987 należący do firmy Continental.